# ۲-فورمیل پیریدین
۲-فورمیل پیریدین (به انگلیسی: 2-Formylpyridine) یک ترکیب شیمیایی با شناسه پاب‌کم ۱۴۲۷۳ است.